# 時空の舞踏
『時空の舞踏』 (A Collection Of Great Dance Songs) は、1981年11月に発表されたイギリスのロックバンド、ピンク・フロイドのアルバム。デヴィッド・ギルモア監修のもと発売されたコンピレーション・アルバムである。

## 解説
コロムビア・レコードがホリデー・シーズンを見込んで発表したコンピレーション・アルバムで、デヴィッド・ギルモアが監修を行った。「吹けよ風、呼べよ嵐」「マネー」など、ピンク・フロイドの作品の中でファンからの人気の高い曲が収録されている。ただし、後述の通り一部の曲は再レコーディングされたり再編集などによってオリジナルのものと異なっている。
アルバムの題名「A Collection Of Great Dance Songs」とジャケットのデザインはいずれもニック・メイスンの「アメリカのレコード会社は、ピンク・フロイドをダンスグループだと思っている」という冗談に基づいている。ジャケットのデザインは、ヒプノシスのストーム・ソーガソンによるもので、「カップルがダンスをしているようでしていない」というコンセプトで作られた。ヒプノシスは同時期に日本で発売された松任谷由実のアルバム『昨晩お会いしましょう』のジャケットデザインも手掛けたが、ヒプノシスが提案した20近い図案から最終的に絞られた2つのうち、採用されなかったものが、この『時空の舞踏』のデザインであった。
本作に収録された「マネー」は、1973年発表のオリジナルではなく、デヴィッド・ギルモアによって再レコーディングされたバージョンが収録されている。これは、発売元のEMIがアメリカで版権を持つキャピトル・レコードからライセンスを拒否されたためである。硬貨やレジスターの効果音とサックスをオリジナルから流用した以外は、ドラム、ベース、キーボード、そしてギターとギルモアがすべての楽器を演奏し、ジェイムズ・ガスリーと共同でプロデュースした。
「クレイジー・ダイアモンド」は、1975年発表時では2つに分かれていたヴォーカルのパートを一つにつなぎ合わせた上、合わせて20分近い長さとなるオリジナルバージョンを大幅にカットして10分40秒に短縮したうえで収録されている。「アナザー・ブリック・イン・ザ・ウォール(パート2)」は、1979年発表『ザ・ウォール』のオリジナル版にシングル盤のイントロを付け加えたものとなっている。

## 収録曲
1. 吹けよ風、呼べよ嵐 - One Of These Days
2. マネー - Money
3. シープ - Sheep
4. クレイジー・ダイアモンド - Shine On You Crazy Diamond
5. あなたがここにいてほしい - Wish You Were Here
6. アナザー・ブリック・イン・ザ・ウォール(パート2) - Another Brick In The Wall (Part 2)